# Natasha Liu Bordizzo
Natasha Liu Bordizzo (Sydney, 25 de agosto de 1994) é uma atriz australiana, que ficou conhecida por interpretar Snow Vase no filme Crouching Tiger, Hidden Dragon: Sword of Destiny e Helena na série de televisão The Society.

## Vida pessoal
Bordizzo nasceu em Sydney, na Austrália.  Sua mãe é chinesa e seu pai é de ascendência italiana.  Ela estudou na Sydney Girls High School, e começou a estudar Bacharel em Direito/Bacharel em Comunicação na Universidade de Tecnologia de Sydney quando foi escalada para o papel principal na sequência de Crouching Tiger, Hidden Dragon, apesar de ser a primeira vez que ela fez um teste.  Bordizzo especulou que ela foi escalada devido a sua idade e aparência, fluência em inglês e habilidades em artes marciais, já que ela tem um faixa preta-preta em taekwondo e treinamento em karatê Kenpō.

## Filmografia

### Cinema
| Ano  | Título                                           | Papel             | Notas          |
| ---- | ------------------------------------------------ | ----------------- | -------------- |
| 2016 | Crouching Tiger, Hidden Dragon: Sword of Destiny | Snow Vase         |                |
| 2017 | Gong Shou Dao                                    | Mestre Yu         | Curta-metragem |
| 2017 | The Greatest Showman                             | Deng Yan          |                |
| 2018 | Detective Chinatown 2                            | Oficial Chen Ying |                |
| 2018 | Hotel Mumbai                                     | Bree              |                |
| 2019 | Guns Akimbo                                      | Nova              |                |
| 2019 | The Naked Wanderer                               | Valerie           |                |
| 2021 | The Voyeurs                                      | Julia             |                |
| 2021 | Wish Dragon                                      | Li Na             | Voz            |
| 2022 | Day Shift                                        | Heather           |                |
| 2023 | Heroes of the Golden Masks                       | Li                | Voz            |

### Televisão
| Ano  | Título              | Papel       | Notas          |
| ---- | ------------------- | ----------- | -------------- |
| 2019 | The Society         | Helena      | Protagonista   |
| 2020 | Most Dangerous Game | Kennedy     | Três episódios |
| 2023 | Ahsoka              | Sabine Wren | Disney+        |